# Exact Cross
Exact Cross ist eine belgische Serie von Cyclocrossrennen. Sie besteht seit 2016 unter verschiedenen Namen und bündelt jährlich sechs bis acht Rennen. Im Gegensatz zu Serien wie Superprestige und X²O Badkamers Trofee gibt es keine Gesamtwertung.

## Geschichte
Die Serie wurde 2016 durch den Sportveranstalter SportIDee eingerichtet. Sie trug den Namen Brico Cross nach dem seinerzeitigen Hauptsponsor, der Baumarktkette Brico, und bestand zunächst aus sechs Rennen, von denen der Vestingcross in Hulst sowie ein Rennen rund um die Mauer von Geraardsbergen zu diesem Anlass neu geschaffen wurden. Die Zusammenfassung der Rennen diente dem besseren Marketing und einer Bündelung der TV-Rechte. Der Radsport-Weltverband UCI untersagte die Schaffung eines Gesamtklassements, da es mit Superprestige und X²O Trofee bereits zwei solche Klassements in Belgien gab.
2019 wurde SportIDee von Golazo gekauft, die damit auch den Brico Cross übernahmen. Kurz darauf übernahm der Versicherungskonzern Ethias als Namenssponsor. 2022 wiederum übernahm die niederländische Firma Exact Software das Sponsoring, womit die Serie ihren jetzigen Namen bekam. Die Rennen der Frauen werden auch als Rectavit Ladies Cross bezeichnet.

## Austragungsorte
| Ort            | von       | bis       | Anzahl | Link/Bemerkung                          |
| -------------- | --------- | --------- | ------ | --------------------------------------- |
| Geraardsbergen | 2016/2017 | 2018/2019 | 2      |                                         |
| Meulebeke      | 2016/2017 | 2022/2023 | 6      | Berencross                              |
| Kruibeke       | 2016/2017 | 2022/2023 | 5      | Polderscross Kruibeke                   |
| Bredene        | 2016/2017 | 2021/2022 | 6      | Sylvestercross Bredene                  |
| Maldegem       | 2016/2017 | 2024/2025 | 7      | Parkcross Maldegem                      |
| Hulst          | 2016/2017 | 2019/2020 | 4      | Vestingcross                            |
| Eeklo          | 2017/2018 | 2020/2021 | 3      | GP Stad Eeklo                           |
| Ronse          | 2018/2019 | 2018/2019 | 1      | GP Mario De Clercq                      |
| Lokeren        | 2018/2019 | 2021/2022 | 3      | Rapencross                              |
| Essen          | 2018/2019 | 2024/2025 | 7      | Cyclocross Essen                        |
| Beringen       | 2019/2020 | 2024/2025 | 6      | Be-Mine Cross                           |
| Leuven         | 2020/2021 | 2021/2022 | 2      |                                         |
| Sint-Niklaas   | 2020/2021 | 2024/2025 | 5      | Waaslandcross                           |
| Mol            | 2022/2023 | 2023/2024 | 2      | Zilvermeercross                         |
| Loenhout       | 2022/2023 | 2024/2025 | 3      | Azencross                               |
| Zonnebeke      | 2022/2023 | 2023/2024 | 2      | Kasteelcross Zonnebeke                  |
| Heerde         | 2024/2025 | 2024/2025 | 1      | Internationale Cyclocross Heerderstrand |
| Kortrijk       | 2024/2025 | 2024/2025 | 1      | Urban Cross Kortrijk                    |